# Il Divo (Il Divo)
| Recensione | Giudizio |
| ---------- | -------- |
| AllMusic   |          |

Il Divo è un album del gruppo musicale britannico Il Divo, pubblicato nel 2004.
L'album ha raggiunto la prima posizione per due settimane nelle ARIA Charts ed una nella Official Albums Chart, nei Paesi Bassi, Svezia, Finlandia, Messico e Canada, la seconda in Svizzera, Austria, Norvegia, Spagna, Venezuela e Portogallo, la terza in Nuova Zelanda, la quarta nella Billboard 200 ed in Francia e la quinta in Sud Africa.

## Tracce
1. Un-Break My Heart (Regresa a mi) – 4:42 (Marco Flores, Diane Warren)
2. Mama – 3:18 (Savan Kotecha,  Josef Larossi, Andreas "Quiz" Romdhane)
3. Nella Fantasia – 4:26 (Chiara Ferrau, Ennio Morricone)
4. Passerà – 4:41 (Aleandro Baldi, Giancarlo Bigazzi, Marco Falagiani)
5. Unchained Melody (Senza catene) – 3:51 (Alex North, Hy Zaret)
6. Everytime I Look at You – 3:29 (Andy Hill, John Reid)
7. Ti amerò – 4:01 (David Krueger, Per Magnusson, Frank Musker, Matteo Saggese)
8. Dentro un altro sì – 4:34 (Don Black, Andy Hill)
9. The Man You Love – 3:56 (Steve Mac, Troy Verges)
10. Feelings – 3:39
11. Hoy que ya no estas aqui – 4:19 (Tony Vincent)
12. Sei parte ormai di me – 4:28 (Josef Larossi, Andreas "Quiz" Romdhane, Matteo Saggese, Mino Vergnaghi)
13. My Way (A mi manera) – 4:28 (Paul Anka, Jacques Revaux)

## Formazione
- Sébastien Izambard - tenore
- David Miller -  tenore
- Urs Bühler - tenore
- Carlos Marín - baritono